# Frigga finitima
Frigga finitima är en spindelart som beskrevs av Galiano 1979. Frigga finitima ingår i släktet Frigga och familjen hoppspindlar. Inga underarter finns listade i Catalogue of Life.